# 옥예린
옥예린(玉曳璘, 2011년 12월 14일~)은 대한민국의 배우이자 모델이다.

## 생애
2011년 12월 14일 서울특별시에서 1남 1녀 중 첫째로 출생한 그는 본관은 의령이고 종교는 무종교이며 2017년 광고 아모스팜 비타민 D 플러스 아연시럽을 통해 모델로 데뷔하였고 동년 SBS 드라마 스페셜 《다시 만난 세계》를 통해 배우로 데뷔하였다.
대표 작품 중에 드라마로는 2018년 MBC 수목 미니시리즈 《내 뒤에 테리우스》, 2019년 MBC 월화 미니시리즈 《검법남녀 2》, 2020년 SBS 월화 드라마 《아무도 모른다》, 2021년 TvN 월화 드라마 《너는 나의 봄》, 2022년 TvN 토일 드라마 《스물다섯 스물하나》 등이 있고 영화로는 2018년 《챔피언》, 2019년 《퍼펙트맨》, 2021년 《아이들은 즐겁다》 등이 있다.

## 학력
- 2018년 ~ 서울숭신초등학교
- 2024년 ~ 동국대학교사범대학부속여자중학교

## 출연 작품

### 드라마
| 연도 | 방송사  | 제목                                        | 역할                                       | 비고      |
| ---- | ------- | ------------------------------------------- | ------------------------------------------ | --------- |
| 2017 | SBS     | 드라마 스페셜 《다시 만난 세계》            |                                            | 40부작    |
| 2017 | OCN     | 토일 드라마 《블랙》                        | 어린 강하람 (고아라, 최명빈 아역)          | 18부작    |
| 2017 | OCN     | 월화 드라마 《멜로홀릭》                    |                                            | 25부작    |
| 2017 | SBS     | 월화 드라마 《의문의 일승》                 | 어린 차은비 (김다예 아역)                  | 40부작    |
| 2018 | TvN     | 토일 드라마 《화유기》                      | 이한별                                     | 20부작    |
| 2018 | JTBC2   | 특집 드라마 《세상에 없던 하루, 5월 32일》  | 김승아                                     | 3부작     |
| 2018 | MBC     | 수목 미니시리즈 《이리와 안아줘》           | 어린 한재이 / 길낙원 (진기주, 류한비 아역) | 32부작    |
| 2018 | MBC     | 수목 미니시리즈 《내 뒤에 테리우스》        | 차준희                                     | 32부작    |
| 2019 | TvN     | 월화 드라마 《왕이 된 남자》                |                                            | 16부작    |
| 2019 | SBS     | 금토 드라마 《열혈사제》                    | 임지은                                     | 40부작    |
| 2019 | MBC     | 월화 미니시리즈 《검법남녀 2》              | 한서현                                     | 32부작    |
| 2019 | TvN     | 월화 드라마 《60일, 지정생존자》            | 박시진                                     | 16부작    |
| 2019 | KBS 2TV | 주말 드라마 《사랑은 뷰티풀 인생은 원더풀》 | 어린 김연아 (조유정 아역)                  | 100부작   |
| 2019 | KBS 2TV | 수목 드라마 《99억의 여자》                 | 이유리                                     | 32부작    |
| 2020 | JTBC    | 금토 드라마 《이태원 클라쓰》               | 어린 오수아 (권나라, 김지영 아역)          | 16부작    |
| 2020 | SBS     | 월화 드라마 《아무도 모른다》               | 윤지원                                     | 16부작    |
| 2021 | TvN     | 월화 드라마 《너는 나의 봄》                | 어린 강다정 (서현진 아역)                  | 16부작    |
| 2021 | TvN     | 토일 드라마 《불가살》                      | 어린 혜석 (박명신 아역)                    | 16부작    |
| 2022 | TvN     | 토일 드라마 《스물다섯 스물하나》           | 어린 나희도 (김태리 아역)                  | 16부작    |
| 2022 | KBS 2TV | 수목 드라마 《당신이 소원을 말하면》        | 지우                                       | 특별 출연 |
| 2022 | KBS 2TV | 주말 드라마 《삼남매가 용감하게》           | 소녀 김태주 (이하나 아역)                  | 51부작    |
| 2022 | JTBC    | 월화 드라마 《날아올라라, 나비》            |                                            | 16부작    |
| 2023 | NETFLIX | 《택배기사》                                | 인력시장 여아                              | 6부작     |

### 영화
| 연도 | 제목                | 역할   | 감독   | 비고 |
| ---- | ------------------- | ------ | ------ | ---- |
| 2018 | 《챔피언》          | 준희   | 김용완 |      |
| 2019 | 《퍼펙트맨》        | 한지은 | 용수   |      |
| 2021 | 《아이들은 즐겁다》 | 시아   | 이지원 |      |

### 예능
| 연도 | 방송사                    | 제목               | 역할   | 기간       | 비고 |
| ---- | ------------------------- | ------------------ | ------ | ---------- | ---- |
| 2019 | SBS 플러스 SBS funE SBS M | 《원 케이 콘서트》 | 출연자 | 2019.03.01 |      |

### 콘서트
| 연도 | 제목               | 역할   | 기간       | 장소                   | 비고 |
| ---- | ------------------ | ------ | ---------- | ---------------------- | ---- |
| 2019 | 《원 케이 콘서트》 | 출연자 | 2019.03.01 | 대한민국 국회 잔디마당 |      |

### 광고
| 연도 | 기업                        | 제품                                                  | 종류             | 공동 출연 | 출처 |
| ---- | --------------------------- | ----------------------------------------------------- | ---------------- | --------- | ---- |
| 2017 | 아모스팜                    | 비타민 D 플러스 아연시럽                              | 비타민           |           | 보기 |
| 2017 | 서울주택도시공사            | 공공임대주택 불법거래근절 캠페인 - 불행입주권 편      | 공익광고         |           |      |
| 2017 | 대한민국 방송통신심의위원회 | 대한민국 방송통신심의위원회                           | 공익광고         |           |      |
| 2017 | 대한민국 농림수산식품부     | 농식품 국가인증 - 초록도장 편                         | 공익광고         |           | 보기 |
| 2017 | 이케아                      | 이케아                                                | 가구             |           |      |
| 2017 | 오투클린                    | 오투클린 - 대화 편                                    | 공기청정기       |           |      |
| 2017 | 오투클린                    | 오투클린 - Song 편                                    | 공기청정기       |           |      |
| 2020 | 명륜당                      | 명륜진사갈비 - 무한정 편                              | 음식점           | 이순재    | 보기 |
| 2021 | 유한킴벌리                  | 하기스 굿나이트                                       | 기저귀           |           |      |
| 2021 | 서울특별시교육청            | 서울특별시교육청 - 주인공이 되는 교육을 시작합니다 편 | 공익광고         |           |      |
| 2022 | SK매직                      | SK매직                                                | 공기청정기       |           |      |
| 2022 | 닌텐도                      | 2022 여름 CM - 여행 편                                | 비디오 게임 콘솔 |           | 보기 |

## 잡지 작품

### 육아
- 2018년 《베스트 베이비 2018.11》 (서울문화사) (2018.10.18)

## 수상 및 후보
| 연도 | 시상식       | 부문               | 작품                 | 결과 |
| ---- | ------------ | ------------------ | -------------------- | ---- |
| 2018 | MBC 연기대상 | 여자 청소년 아역상 | 《내 뒤에 테리우스》 | 수상 |